# 托伊斯諾特鎮區 (北卡羅萊納州威爾遜縣)
托伊斯諾特鎮區（英語：Toisnot Township）是位於美國北卡羅萊納州威爾遜縣的一個鎮區。

## 地方資料
托伊斯諾特鎮區的面積為120.95平方千米，皆為陸地。根據2020年美國人口普查的數據，當地共有人口4906人，而人口密度為每平方千米40.56人。